# Aeroportul Hato Corozal
Aeroportul Hato Corozal (IATA: HTZ, ICAO: SKHC) este un aeroport din Casanare⁠(d), Columbia ce deservește zona Hato Corozal⁠(d). Aeroportul a fost tranzitat în 2022 de 4.369 de pasageri.
Situat la o altitudine de 250 m, aeroportul dispune de o singură pistă.